# Hervormde Kerk (Alphen)

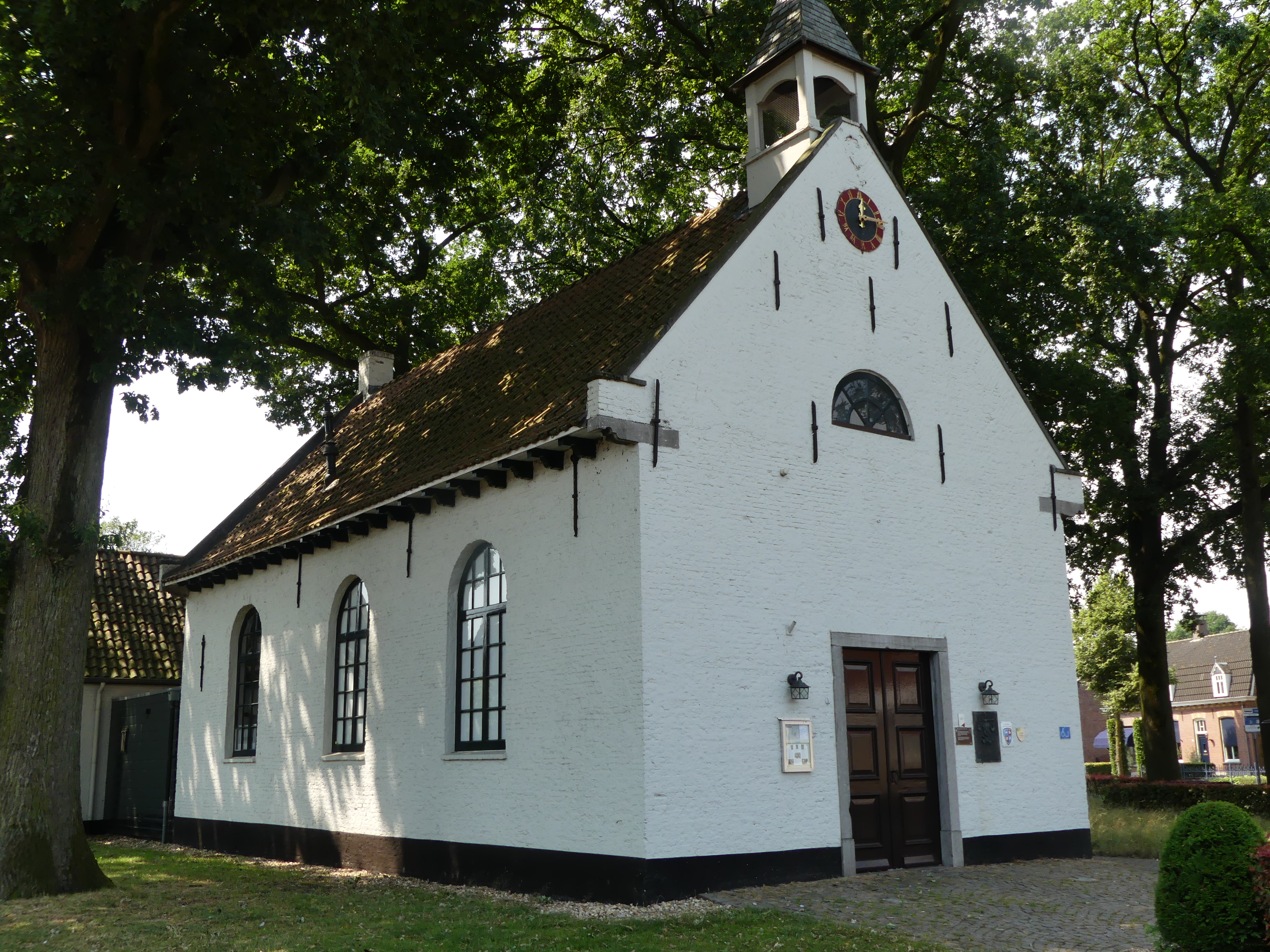
Hervormde kerk, sinds 1959 Oudheidkundig Streekmuseum Alphen

De Hervormde Kerk is een voormalig hervormd kerkgebouw in de tot de Noord-Brabantse gemeente Alphen-Chaam behorende plaats Alphen. Het gebouw is gelegen aan de Baarleseweg 1.

## Geschiedenis
De kerk, bijgenaamd "kapel van Alphen", werd gebouwd in 1820, nadat de katholieken hun kerk hadden teruggekregen. Hier kerkte vooral het personeel van douane en marechaussee, dat de grens moest bewaken. Het eenvoudige witte bakstenen zaalkerkje met zadeldak en dakruiter was tot 1937 in gebruik. Tot 1915 was er wekelijks een kerkdienst. Van 1914-1918, tijdens de mobilisatie, deed het dienst als militair tehuis. Tot 1937 was er nog een maandelijkse kerkdienst. In 1938 werd het aan de gemeente verkocht, waarna het nog een tijdje als opslagplaats dienstdeed. 
Sinds 1959 is er, door toedoen van pastoor Willem Binck, het Oudheidkundig Streekmuseum Alphen gevestigd. Van deze pastoor staat een standbeeld in het plantsoen dat het kerkje omringt. Het museum werd in 1972 opengesteld voor het publiek en in 1998 nog uitgebreid.